# Kevin O'Connor (calciatore 1982)
Kevin Patrick O'Connor (Blackburn, 24 febbraio 1982) è un allenatore di calcio ed ex calciatore irlandese, difensore, centrocampista o attaccante.

## Caratteristiche tecniche
Inizialmente impiegato come attaccante, nel corso degli anni ha giocato in tutti i ruoli ad esclusione di quello di portiere.

## Carriera

### Giocatore

#### Club
Dal 1995 al 1999 gioca nelle giovanili del Brentford, con cui il 1º luglio 1999 all'età di 17 anni firma il primo contratto professionistico della sua carriera. Fa il suo esordio nella stagione 1999-2000, nella quale gioca 6 partite senza mai segnare in Football League One, la terza serie inglese; l'anno seguente gioca invece 11 partite, segnando anche il suo primo gol in partite ufficiali con la maglia del Brentford. Dopo un'altra annata da 25 presenze, inizia a giocare stabilmente da titolare nella stagione 2002-2003, in cui segna 5 gol in 45 partite: mantiene il posto in squadra per i successivi quattro anni di terza serie, nei quali colleziona più di 150 presenze. Nell'ottobre del 2004 veste per la prima volta la fascia da capitano del Brentford, onorificenza che successivamente nel corso della carriera gli è capitata in più di 200 occasioni in partite ufficiali. Al termine della stagione 2006-2007 il Brentford retrocede in Football League Two, la quarta serie inglese: O'Connor rimane in squadra e nel suo primo campionato nella nuova categoria va a segno 3 volte in 37 presenze; l'anno seguente gioca invece 28 partite senza mai segnare, contribuendo quindi alla vittoria del campionato con conseguente ritorno in tera serie dopo due stagioni. Dal 2009 al 2011 gioca 84 partite e segna 6 gol in League One, mentre sia nella stagione 2011-2012 che nella stagione 2012-2013 gioca poche partite (rispettivamente 14 e 12, con anche un gol segnato nella stagione 2011-2012) a causa di numerosi problemi fisici. Anche la stagione 2013-2014, conclusa dal Brentford con la promozione in Championship (la seconda serie inglese, nella quale la società mancava dal 1993) al termine dei play-off, vede in campo O'Connor in solo 9 partite di campionato; nel corso della stagione riesce però a superare quota 500 presenze in gare ufficiali con la maglia del Brentford. O'Connor fa parte della rosa del Brentford anche nella stagione 2014-2015, in Championship.

#### Nazionale
Nato in Inghilterra da genitori irlandesi, ha deciso di giocare nelle Nazionali irlandesi; in particolare, il 28 marzo 2003 ha giocato con l'Under-21 nella partita pareggiata per 1-1 sul campo dei pari età della Georgia, valevole per le qualificazioni agli Europei di categoria. Due giorni più tardi ha giocato la sua prima partita da titolare, in una vittoria per 1-0 contro l'Albania; ha poi giocato altre 3 gare, contro Georgia, Russia e Svizzera.

### Allenatore
A partire dalla stagione 2014-2015 abbina al ruolo di giocatore quello di allenatore in una delle squadre giovanili del Brentford; parallelamente, svolge anche incarichi da assistente allenatore per la prima squadra.

## Palmarès

### Giocatore

#### Club

##### Competizioni nazionali
- Football League Two: 1

Brentford: 2008-2009